# 埼玉県道135号北本停車場線

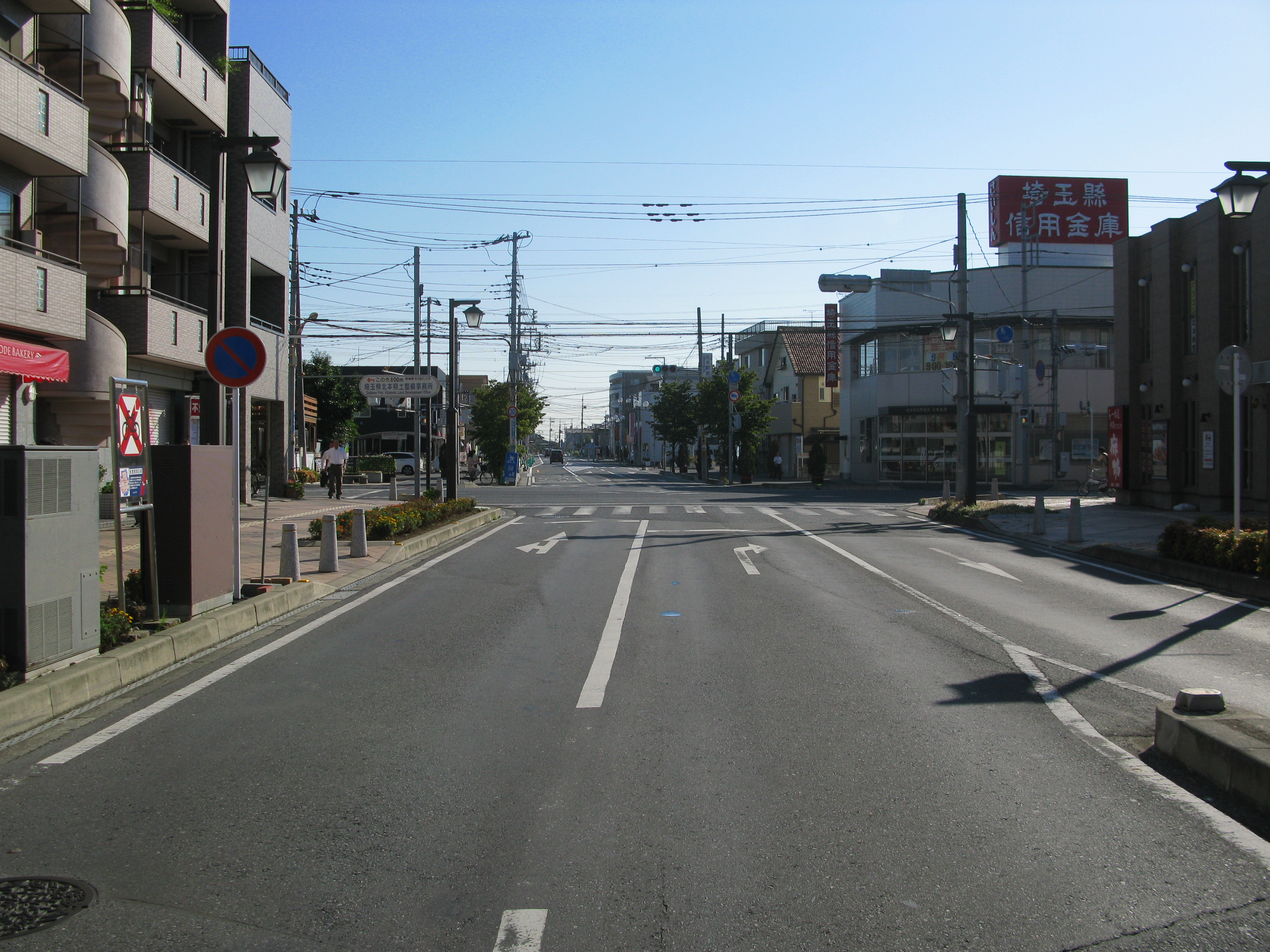
北本市北本1丁目（2012年8月）

1966年頃の駅前通りと北本駅旧駅舎

埼玉県道135号北本停車場線（さいたまけんどう135ごう きたもとていしゃじょうせん）は、埼玉県北本市に設定されている県道である。

## 路線概要
- 起点：北本停車場
- 終点：埼玉県道164号鴻巣桶川さいたま線交点
- 総距離：90 m

## 通過する自治体
- 埼玉県
  - 北本市

## 接続・交差する主な道路
- 埼玉県道164号鴻巣桶川さいたま線「北本駅前交差点」

## 沿線
- 北本駅
- 埼玉りそな銀行北本支店
- 埼玉懸信用金庫北本支店